# Пауци нападају
Пауци нападају (енгл. Eight Legged Freaks; досл. Осмоноге наказе) природни је хорор филм са елементима комедије из 2002. године, редитеља Елорија Елкајема, са Дејвида Аркета, Кари Верер, Скотом Тером, Скарлет Јохансон и Леоном Рипијем у главним улогама. Радња прати становнике малог града у Аризони, који покушавају да се спасу од гигантских паука.
Филм је рађен у копродукцији Сједињених Америчких Држава, Немачке и Аустралије. Премијерно је приказан 17. јула 2002. у дистрибуцији продукцијске куће Ворнер брос. Добио је помешане и осредње оцене критичара. Роџер Иберт га је оценио са 3/4 звездице и упосредио са Чупавцима (1986). Филм је био номинован за Награду Сатурн за најбољи хорор филм.

## Радња
Отровни пауци бивају изложени штетним хемикалијама које проузрокују да порасту до енормне величине. Становници малог града Просперитија у Аризони покушавају да се одбране од чудовишта.

## Улоге
| Глумац                                        | Улога                               |
| --------------------------------------------- | ----------------------------------- |
| Дејвид Аркет                                  | Крис Макормик                       |
| Кари Верер                                    | шериф Саманта Паркер                |
| Скот Тера                                     | Мајк Паркер                         |
| Скарлет Јохансон                              | Ешли Паркер                         |
| Даг Е. Даг                                    | Харлан Грифит                       |
| Рик Овертон                                   | заменик шерифа Питерсон „Пит” Вилис |
| Леон Рипи                                     | Вејд                                |
| Мет Зукри                                     | Брет                                |
| Џеј Арлен Џоунс                               | Леон                                |
| Ајлин Рајан                                   | Гледис                              |
| Рајли Смит                                    | Ренди                               |
| Том Нунан                                     | Џошуа Тафт                          |
| Роб Полсен Кевин Мајкл Ричардсон Френк Велкер | гласови различитих паукова          |